# 小田村 (茨城県)
小田村（おだむら）は、かつて茨城県筑波郡に存在した村である。現在の茨城県つくば市の北東部に位置する。

## 歴史
- 1889年（明治22年）4月1日 - 町村制の施行に伴い、小田村、北太田村、小和田村、山口村、平沢村、下大島村、大形村が合併して発足。
- 1955年（昭和30年）2月1日 - 筑波町、北条町、田水山村、田井村と合併し、改めて筑波町が発足。同日小田村廃止。
- 1988年（昭和63年）1月31日 - 筑波町がつくば市に編入。

## 地域

### 大字
- 大形（おおがた）
- 小田（おだ）
- 北太田（きたおおた）
- 小和田（こわだ）
- 下大島（しもおおしま）
- 平沢（ひらさわ）
- 山口（やまぐち）

## 交通

### 鉄道路線
- 常総筑波鉄道
  - 筑波線 ： 常陸小田駅（1987年廃止）